# Jørre Kjemperud
Jørre André Kjemperud (Vikersund, 31 de agosto de 1968) es un deportista noruego que compitió en voleibol, en la modalidad de playa.
Ganó una medalla de bronce en el Campeonato Mundial de Vóley Playa de 2001 y cinco medallas en el Campeonato Europeo de Vóley Playa entre los años 1997 y 2002.

## Palmarés internacional
| Campeonato Mundial | Campeonato Mundial   | Campeonato Mundial | Campeonato Mundial |
| Año                | Lugar                | Medalla            | Pareja             |
| ------------------ | -------------------- | ------------------ | ------------------ |
| 2001               | Klagenfurt (Austria) | Medalla de bronce  | Vegard Høidalen    |
| Campeonato Europeo |                      |                    |                    |
| Año                | Lugar                | Medalla            | Pareja             |
| 1997               | Roma (Italia)        | Medalla de oro     | Vegard Høidalen    |
| 1998               | Rodas (Grecia)       | Medalla de bronce  | Vegard Høidalen    |
| 2000               | Bilbao (España)      | Medalla de bronce  | Vegard Høidalen    |
| 2001               | Jesolo (Italia)      | Medalla de bronce  | Vegard Høidalen    |
| 2002               | Basilea (Suiza)      | Medalla de bronce  | Vegard Høidalen    |